# Az arany markában
Az arany markában (eredeti cím: Heist) 2001-ben bemutatott amerikai bűnügyi filmthriller, amelyet David Mamet írt és rendezett. A produkció főbb szerepeiben Gene Hackman, Danny DeVito és Delroy Lindo. 2001 szeptemberében vetítették először filmfesztiválokon. 2001. szeptember 13-án mutatták be az Egyesült Államokban a Bostoni Filmfesztiválon. Magyarországon 2002. november 14-től futott a mozikban.

## Cselekmény
A hivatásos bűnözők, Joe Moore és barátai, Blane és Pincus utolsó nagy rablásukat követik el. Miután a banda kirabolt egy ékszerészt, a vállalkozás orgazdája és finanszírozója, Mickey Bergman elviszi a zsákmányt, de csak akkor akarja kifizetni őket, ha még egy utolsó munkát elvégeznek. Annak érdekében, hogy a banda ne csapja be őt, amiért megszegte a szavát, Bergman feltételül szabja, hogy unokaöccse, Jimmy Silk is részt vegyen az új akcióban. Mivel azonban Moore-t az előző rablás során maszk nélkül filmezték le a biztonsági kamerák, inkább azonnal eltűnne, amihez pénzre van szüksége. Ezért beleegyezik, hogy Silket is bevonja az akcióba.
A puccs előkészületei során Silk megbízhatatlannak és értelmetlennek bizonyul. Ennek ellenére elcsábítja Moore feleségét, Frant, aki ezután elpártol Moore-tól. Frannel együtt négyen rabolnak ki aranyként megjelölt ládákat egy svájci repülőgépből, majd Silk a többiek távozása után leüti Moore-t, mivel Frant is magának akarja. A rakományt tartalmazó ládák azonban megrongálódnak, és kiderül, hogy arany helyett csak mosószereket loptak. Az igazi arany még mindig a gépen van, egy fémalkatrészeket tartalmazó rakomány ládáiban elrejtve, amelyet Moore és Blane ugyanerre a gépre tett fel. A megtévesztés érdekében a fémalkatrészeket tartalmazó ládákat látták el a genfi aranyszállító pecséttel látták el. Moore és Blane visszaszerzi az aranyat, majd azt rúd alakúra olvasztják újra.
Eközben Bergman elraboltatja Pincust. Az unokahúga épségével zsarolja, hogy árulja el az arany és a találkozó helyét. Fran, aki Silkkel együtt Bergman házába érkezett, szintén nyomás alá kerül. Pincust Bergman egyik bűntársa agyonlövi, miután felfedte a találkozó helyét.
Moore és Blane Moore hajójával partra száll a találkozóhelyen, ahol már várják őket. Miután a követelőzésre sem adják át az aranyat, Silk elhagyja a találkozóhelyet Frannel, Bergman pedig le akarja lőni Moore-t. Hirtelen Blane felfegyverkezve megjelenik, és lövöldözés kezdődik, amit csak Moore és Blane él túl. A súlyosan sebesült és védtelenül a földön fekvő Bergmant Moore lövi le. Később Blane megkéri, hogy utalja át a rablásból rá eső részt, és átadja neki a számla adatait. Sürgősen kéri Moore-t, hogy hamarosan hagyja el az országot, és soha többé ne térjen vissza, mire elválnak.
Moore egy műhelyben, egy fekete festett rudakkal megrakott kisteherautóval várja a feleségét, aki végül Silkkel a nyakában megjelenik. Fran és Silk elhajtanak a feketére festett rudakkal megrakott rakománnyal. Moore rezzenéstelenül nézi, ahogy elmennek, bemászik egy régebbi, építőanyagokkal megrakott teherautóba, és szintén elhagyja a csarnokot. Miközben ezt teszi, a garázsajtó egyik kiálló oszlopáról lekaparja a festékréteget, és fényes aranyat mutat.

## Szereplők
| Szerep                  | Színész         | Magyar hangja |
| ----------------------- | --------------- | ------------- |
| Joe Moore               | Gene Hackman    | Rajhona Ádám  |
| Mickey Bergman          | Danny DeVito    | Beregi Péter  |
| Bobby "Bob" Blane       | Delroy Lindo    | Vass Gábor    |
| Jimmy Silk              | Sam Rockwell    | Tarján Péter  |
| Fran Moore              | Rebecca Pidgeon | Major Melinda |
| Don "Pinky" Pincus      | Ricky Jay       | Csuja Imre    |
| Betty Croft             | Patti LuPone    | n.a           |
| Freccia kerületi ügyész | Jim Frangione   | Balázsi Gyula |

## Fogadtatás

### Kritikai visszhang
A filmet általánosságban jól fogadták a kritikusok. A Rotten Tomatoeson 67%-os minősítést ért el 131 értékelés alapján, az összefoglaló szerint: „Az arany markában nem fedezett fel új területet, de a szereplők és Mamet szakértelme a szellemes ugratások terén megérte.” Kevin Thomas a Los Angeles Timestól azt írta: „Az akcióban és feszültségben bővelkedő Az arany markában mindenekelőtt kielégítően felnőtteknek szóló szórakozás.” Lisa Schwarzbaum az Entertainment Weeklytől azt írta: „Ha több lélektani hamisítással dolgozik, mint ami egy ekkora felállásban biztonságos lenne - nos, legalább megvan benne az a beszéd, az a nyelvezet, az a dolog, amit Mamet csinál, és ami ezen a ponton olyan azonosítható, mint a bárdok kadenciái.” Stephen Hunter a Washington Posttól azt írta: „A film szuper szórakoztató, még akkor is, ha néhány trükkje kissé hiteltelennek tűnik.”
A Metacritic 66 pontot adott a 100-ból 33 vélemény alapján. Peter Travers a Rolling Stone-tól azt írta: „Mamet csípős, jól fűszerezett párbeszédeket készít, amelyekből egy jó színészgárda lakmározhat. És ez a szereposztás elsőrangú.” Desson Thomson a Washington Posttól azt írta: „Mamet nem csupán egy lebilincselő rablófilmet ad nekünk, hanem a nyelvet is élvezhetővé teszi. Az ember a körmét rágja, és a fülét lapítja.” David Rooney a Varietyn azt írta: „Míg Mametnak a szókimondó dialógusok és az éles szembesítések voltak az erősségei, addig a kidolgozott bűnügyi kalandok precízen megmunkált mechanikája nem, és a fizikai rendezésnek is jól jönne egy kis izmosság.”

### Bevétel adatai
A Box Office Mojo szerint a film veszteséges volt. A 39 millió dolláros költségvetésre 28,5 millió dolláros bevétel keletkezett.